# Kri (Raja Ampat)
Kri (indonesisch Pulau Kri) ist eine Insel des Archipels von Raja Ampat vor der Küste Westneuguineas (Indonesien).

## Geographie

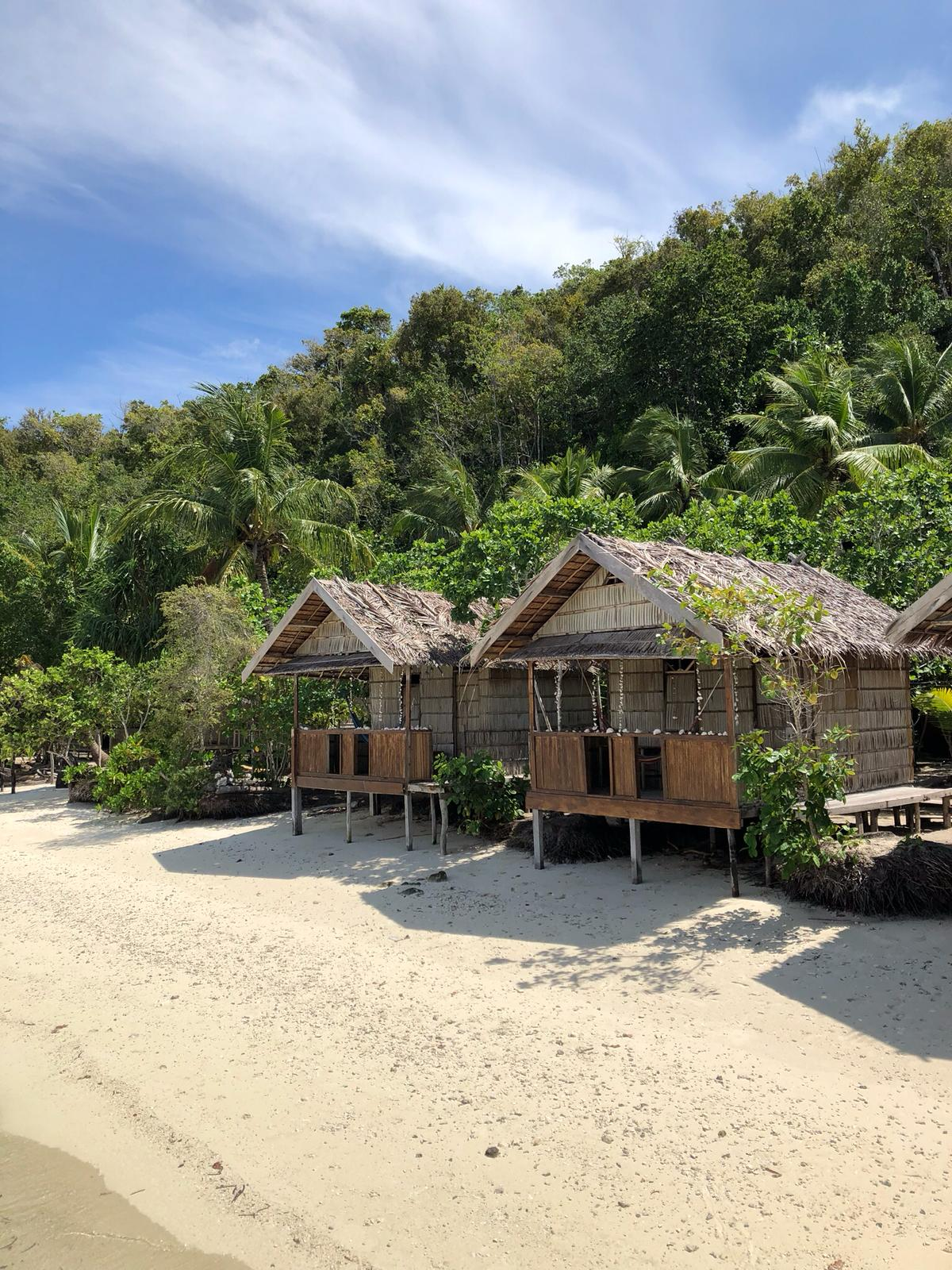
Hütten am Strand von Kri

Kri befindet sich im Norden von Raja Ampat, nordwestlich der Vogelkophalbinsel Neuguineas, in der Dampierstraße zwischen den Inseln Gam im Norden und Batanta im Süden. Als nächste Nachbarn liegen im Südwesten die größere Insel Mansuar und im Nordosten das Eiland Koh.
Der Archipel bildet den gleichnamigen Regierungsbezirk Raja Ampat der Provinz Papua Barat Daya. Kri gehört administrativ zum Dorf Kabuy im Distrikt Meosmanswar.